# Нэнси Дрю. Проклятье поместья Блэкмур
«Нэнси Дрю. Проклятье поместья Блэкмур» (англ. Nancy Drew: Curse of Blackmoor Manor) — одиннадцатая компьютерная игра из серии «Нэнси Дрю», выпущенная компанией Her Interactive. Игра основана на книге Кэролайн Кин «The Bluebeard Room».
В США и Канаде релиз игр состоялся 25 октября 2004 года. В июне 2006 года она была выпущена на DVD, а чуть ранее — 16 февраля 2006 года — состоялся её релиз в России.

## Игровой процесс
Начиная с «Тайна ранчо теней», в геймплее произошли некоторые изменения. Теперь экран поделён на две основные части: в верхней отображается вид на локацию от первого лица, там же можно выбирать действия и перемещаться между локациями, а в нижней расположены значки выхода в меню, инвентаря, блокнота с заметками о текущем деле и списке дел, а также телефона, с помощью которого Нэнси может звонить другим персонажам игры, читать почту и искать информацию в Интернете. При диалоге деление происходит на три части, и в нижней части появляется поле диалога. Локации в игре можно осмотреть, поворачиваясь на все 360 градусов.
В игре курсором мыши можно было и взаимодействовать с предметами и перемещаться по локациям. Кроме обычного геймплея point-and-click, не скатывающегося к изнуряющему пиксель-хантингу, в игре приходится решать головоломки, которые можно усложнить, выбрав более высокий уровень сложности при старте игры. Он будет влиять и на число подсказок, встречающихся в игре. Менять уровень в ходе прохождения нельзя.
В игре есть возможность, называемая «Второй шанс»: если героиня попадает в смертельную ловушку, либо делает критическую ошибку, то появляется кнопка «второй шанс», которая возвращает её на место прямо перед произошедшим.
Если игрок не знает, что делать дальше, он может проверить записи Нэнси в блокноте, либо позвонить друзьям или зайти в Интернет на телефоне.
Помимо этого в игре можно воспользоваться стационарным телефоном, находящимся в комнате Нэнси, для связи с Хью Пенвеллином и заказа еды из ближайшего ресторана.

## Сюжет
Главная героиня — любознательная и бесстрашная девушка-детектив Нэнси едет в Англию, чтобы разобраться со странным недугом, внезапно постигшим её подругу Линду. Выйдя замуж за английского дипломата и переехав к нему в старинное родовое поместье, Линда вдруг перестаёт выходить из дома и общаться с людьми. Оказавшись на месте, Нэнси обнаруживает типичное дворянское гнездо со множеством тайн, легенд о загадочных судьбах дальних родственников и извечным преданием о семейном проклятии, в которое верит Линда. Но что-то подсказывает Нэнси, что причина недуга намного более прозаична, а версия о семейном проклятии необходима просто для отвода глаз.

## Отзывы
| Сводный рейтинг          | Сводный рейтинг     |
| Агрегатор                | Оценка              |
| ------------------------ | ------------------- |
| GameRankings             | 89 %                |
| Metacritic               | 81                  |
| MobyRank                 | 83                  |
| Иноязычные издания       |                     |
| Издание                  | Оценка              |
| GameZone                 | 7,0 (DVD), 9,0 (PC) |
| Adventure Classic Gaming | 5 из 5              |
| AdventureGamers          | 4                   |
| Русскоязычные издания    |                     |
| Издание                  | Оценка              |
| Absolute Games           | 54 %                |